# لورا ثورب
لورا ثورب (بالفرنسية: Laura Thorpe)‏ مواليد 24 مايو 1987، هي لاعبة كرة مضرب فرنسية تلعب باليد اليمنى وتحتل حالياً المرتبة رقم. 486 (15 سبتمبر 2014) في تصنيف رابطة محترفات كرة المضرب. أعلى تصنيف لها في الفردي كان المركز الـ 161 في سنة 2011. أعلى تصنيف لها في الزوجي كان 86.

## النهائيات

### الزوجي: 1 (0–1)
| الحصيلة | الرقم | التاريخ        | الدورة                        | الأرضية | الشريك          | المنافس                     | النتيجة       |
| ------- | ----- | -------------- | ----------------------------- | ------- | --------------- | --------------------------- | ------------- |
| الوصافة | 1.    | 20 أكتوبر 2013 | لوكسمبورغ المفتوحة، لوكسمبورغ | صلبة    | كريستينا بارويس | ستيفاني فوجت يانينا ويكماير | 6–7(2–7), 4–6 |

## روابط خارجية
- لورا ثورب على موقع رابطة محترفات التنس (الإنجليزية)
- لورا ثورب على موقع الاتحاد الدولي لكرة المضرب (الإنجليزية)
- لورا ثورب على موقع إي إس بي إن.كوم (الإنجليزية)